# Желязна (Равський повіт)
Желязна (пол. Żelazna) — село в Польщі, у гміні Садковиці Равського повіту Лодзинського воєводства.
Населення — 298 осіб (2011).
У 1975—1998 роках село належало до Скерневицького воєводства.

## Демографія
Демографічна структура станом на 31 березня 2011 року:
|          | Загалом | Допрацездатний вік | Працездатний вік | Постпрацездатний вік |
| -------- | ------- | ------------------ | ---------------- | -------------------- |
| Чоловіки | 150     | 34                 | 90               | 26                   |
| Жінки    | 148     | 33                 | 72               | 43                   |
| Разом    | 298     | 67                 | 162              | 69                   |